# Encephalartos septentrionalis
Encephalartos septentrionalis — вид голонасінних рослин класу саговникоподібні (Cycadopsida).

## Опис
Рослини деревовиді; стовбур 2 м заввишки, 30 см діаметром. Листки довгочерешкові 100—150 см завдовжки, світло або яскраво-зелені, високоглянсові, хребет зелений, прямий, жорсткий або троха зігнутий; черешок прямий, з більш ніж 12 колючками. Листові фрагменти ланцетні; середні — 7–18 см завдовжки, 15–35 мм завширшки. Пилкові шишки 8–10, злегка яйцеподібні, зелені або коричневі, довжиною 20–22 см, 6–8 см діаметром. Насіннєві шишки яйцеподібної форми, зеленого або коричневого кольору, довжиною 30–35 см, 18–20 см діам. Насіння довгасте, завдовжки 23–35 мм, шириною 16–25 мм, саркотеста червона.

## Поширення, екологія
Країни поширення: Центральноафриканська Республіка; Демократична Республіка Конго; Південний Судан; Уганда. Записаний з висот від 500 до 2500 м над рівнем моря. Зростає в скелястих районах в розріджених лісах і на пасовищах і відкритих чагарниках.

## Загрози та охорона
Загрози цьому виду не відомі, але сільськогосподарська діяльність, збільшення посух і браконьєрство колекціонерами все це потенційні загрози. Знаходиться в англ. Okapi Faunal Reserve в Демократичній Республіці Конго.